# ネットフリックス (企業)
ネットフリックス（Netflix, Inc.）は、1997年にリード・ヘイスティングスとマーク・ランドルフによってカリフォルニア州スコッツバレーで設立されたアメリカのメディア企業であり、現在はカリフォルニア州ロスガトスに本社を置く。オーバー・ザ・トップ型のサブスクリプション・ビデオ・オン・デマンドサービスNetflixを運営しており、取得した作品やオリジナル番組、他の製作会社や配信会社からライセンスを受けたサードパーティーコンテンツを配信している。また、ストリーミングメディア会社として初めてモーション・ピクチャー・アソシエーションの会員になった企業である。
当初、DVDの郵送による販売とレンタルを行っていたが、販売は1年以内に廃止され、DVDレンタル業務に専念することとなった。2007年に、ストリーミングメディアとビデオ・オン・デマンドを導入した。2010年にはカナダに進出し、さらにラテンアメリカとカリブ海地域にも拡大した。2011年には犯罪ドラマ『リリハマー』でオリジナルコンテンツの製作・取得を開始した。
フォーチュン500で117位、フォーブス・グローバル2000で219位にランクインしている。2022年2月現在、時価総額でエンターテインメント/メディア分野における第2位の企業である。2021年には、モーニング・コンサルトによるグローバルな信頼度ランキングで8位にランクインした。2010年代には、S&P 500株式市場指数において3,693％の総リターンを達成し、最も好調な銘柄であった。
本社はカリフォルニア州サンタクララ郡ロスガトスにあり、共同CEOのグレッグ・ピーターズとテッド・サランドスはそれぞれロスガトスとロサンゼルスに分かれて業務を行っている。また、アジア、ヨーロッパ、ラテンアメリカのカナダ、フランス、ブラジル、オランダ、インド、イタリア、日本、ポーランド、韓国、イギリスなどに国際オフィスを構えている。また、ロサンゼルス、アルバカーキ、ロンドン、マドリード、バンクーバー、トロントに製作拠点を有している。

## 歴史

### メールベースのレンタルビジネスとしての立ち上げ（1997年 - 2006年）

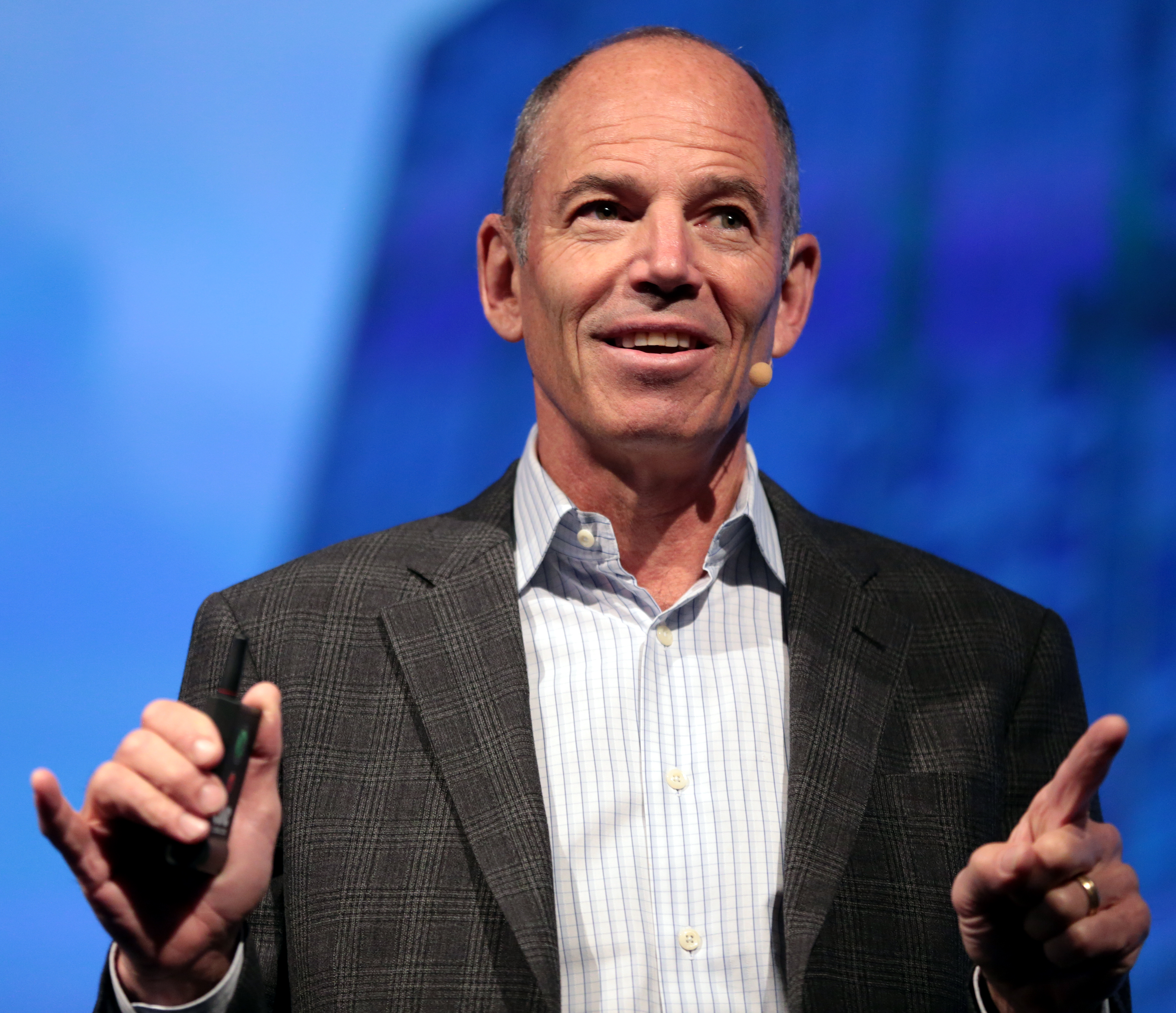
共同創設者であり、初代CEOであるマーク・ランドルフ

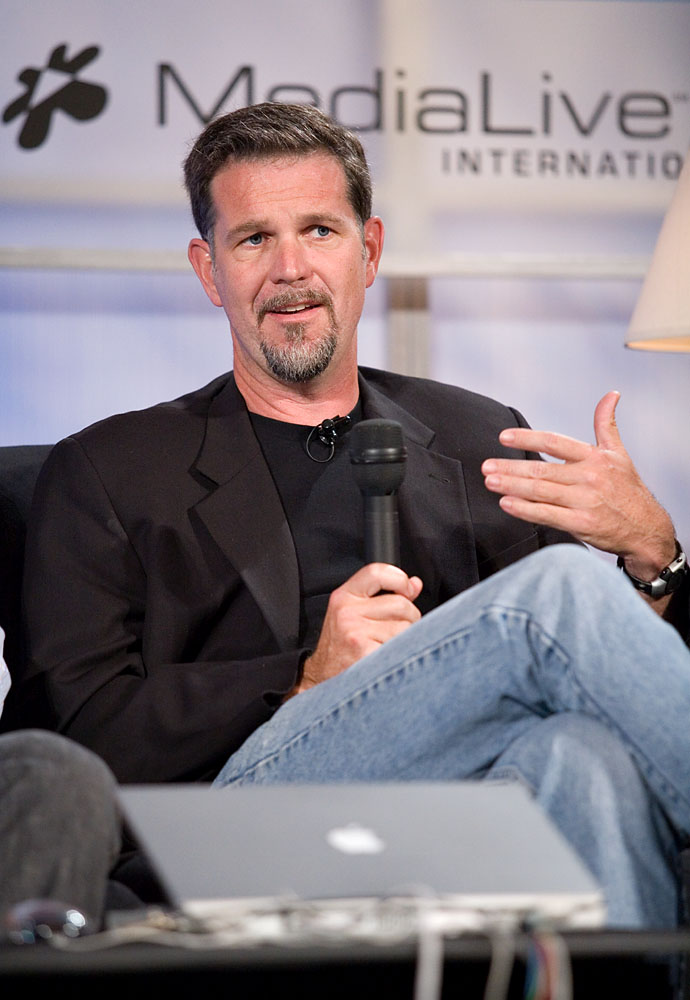
共同創設者であり現会長のリード・ヘイスティングス

1997年8月29日にカリフォルニア州スコッツバレーでマーク・ランドルフとリード・ヘイスティングスによって設立された。ヘイスティングスはコンピューター科学者で数学者であり、当時ピュア・ソフトウェアという企業の共同創業者であった。この会社は1997年にラショナル・ソフトウェアによって7億5,000万ドルで買収され、これは当時のシリコンバレーで最大の買収だった。ランドルフはピュア・ソフトウェアのマーケティングディレクターとして働いており、ピュア・アトリアがピュア・ソフトウェアを買収した後、そこで働くことになった。彼は以前、マイクロウェアハウスというコンピューターの通信販売会社の共同創業者であり、また、ボーランドのマーケティング副社長でもあった。ヘイスティングスとランドルフは、カリフォルニア州サンタクルーズの自宅とサニーベールにあるピュア・アトリアの本社の間を相乗りで移動しているときにネットフリックスのアイデアを思いついた。後に人事責任者となるパティ・マッコードもその相乗りグループに参加していた。
ランドルフはAmazonを賞賛しており、同様のモデルでインターネットを通じて販売するためのポータブルなアイテムの大きなカテゴリを探していた。彼らは、VHSの販売およびレンタルは在庫コストが高く、配送が繊細すぎると判断し、断念した。1997年初頭に米国で初めて導入されたDVDについて聞いたとき、彼らはDVDを郵送で販売またはレンタルするコンセプトを試すことにした。サンタクルーズのヘイスティングスの家にコンパクトディスクを郵送し、それが無事に届いたとき、彼らは160億ドル規模の家庭用ビデオ販売およびレンタル業界に参入することを決意した。よく引用される話として、ヘイスティングスがブロックバスターの店舗で「アポロ13」の返却が遅れたために40ドルの罰金を科せられ、それがネットフリックスを始めるきっかけになったと言われているが、ランドルフはこの話を否定している。ヘイスティングスはピュア・アトリアの売却で得た資金から250万ドルをネットフリックスに投資した。
最初のDVDレンタルおよび販売のウェブサイトとして立ち上げられ、30人の従業員と925の作品が利用可能で、ほとんどが当時発売されたDVDであった。ランドルフとヘイスティングスはジェフ・ベゾスと会い、Amazonがネットフリックスを1,400万ドルから1,600万ドルで買収することを提案した。Amazonとの競争を恐れて、ランドルフは最初この提案を公平だと考えたが、70％の株を保有していたヘイスティングスは帰りの飛行機の中でこれを断った。
2006年10月1日、「ネットフリックスプライズ」を発表した。これは、既存のアルゴリズム「シネマッチ」を顧客の評価予測において10％以上改善するビデオ推薦アルゴリズムの開発者に100万ドルを贈るというものであった。2009年9月21日、チーム「ベルコールズ・プラグマティック・カオス」に100万ドルの賞金を授与した。シネマッチは2000年に導入され、ユーザーにそれまで聞いたことのないかもしれない映画を推薦するシステムであった。
部門レッド・エンベロープ・エンターテインメントを通じて、映画『ボーン・イントゥ・ブルーズ』や『シェリーベイビー』などの独立系映画をライセンスおよび配給していた。2006年後半、レッド・エンベロープ・エンターテインメントは、ジョン・ウォーターズなどの映画制作者と共にオリジナルコンテンツの製作にも乗り出した。2008年にレッド・エンベロープ・エンターテインメントを閉鎖した。

### ストリーミングサービスへの移行（2007年 - 2012年）
2007年1月、インターネットを介したビデオ・オン・デマンドを提供するストリーミングメディアサービスを開始した。しかし、当初はストリーミングで利用できる映画は1,000本しかなく、DVDで利用できる70,000本に比べて少なかった。しばらくの間、オンラインで映画を提供することを検討していたが、データ速度と帯域幅のコストが十分に改善され、顧客がインターネットから映画をダウンロードできるようになったのは2000年代中頃だった。当初のアイデアは、映画を一晩でダウンロードして翌日に視聴できる「Netflixボックス」というものだった。2005年までに映画の権利を取得し、そのボックスとサービスを設計していた。しかし、YouTubeのようなストリーミングサービスが、HDコンテンツがないにもかかわらず人気を集めているのを見て、ハードウェアデバイスの使用という概念は放棄され、ストリーミングの概念に置き換えられた。
2007年2月、10億枚目のDVD『バベル』をテキサス州の顧客に届けた。2007年4月には、リプレイTVの創設者であるアンソニー・ウッドをリクルートし、デスクトップやラップトップではなく、テレビでストリーミングコンテンツを再生できる「Netflixプレイヤー」を開発させた。ヘイスティングスは最終的にこのプロジェクトを中止し、他のハードウェアメーカーがNetflixサポートを組み込むよう促すことを選んだ。この取り組みはデジタルメディアプレイヤー製品Rokuとして分離独立された。
2008年1月、全てのレンタルディスク購読者は追加料金なしで無制限のストリーミングが利用できるようになった。この変更は、Huluの導入やAppleの新しいビデオレンタルサービスへの対応として行われた。2008年8月、データベースが破損し、3日間顧客にDVDを配送できなくなったことから、全データをAmazon Web Servicesのクラウドに移行することになった。2008年11月には、Blu-rayでのレンタルを開始し、中古DVDの販売を終了した。2009年には、ストリーミングの視聴がDVDの出荷を上回った。
2010年1月6日、ワーナー・ブラザースと契約し、新作レンタルの提供を小売販売の28日後に遅らせることに同意した。これは、スタジオが物理メディアの販売を促進するための措置だった。同様の契約がユニバーサル・ピクチャーズや20世紀フォックスとも結ばれ、2010年4月9日に合意された。2010年7月、レラティビティ・メディアの映画をストリーミングする契約を締結した。2010年8月には、パラマウント、ライオンズゲート、メトロ・ゴールドウィン・メイヤーの映画をストリーミングするための5年間の契約を約10億ドルで締結した。この契約により、年間支出額は約2億ドル増加し、2010年の前半6か月間でストリーミングに117百万ドルを費やし、2009年の31百万ドルから大幅に増加した。2010年9月22日、カナダでサービスを開始し、これが初の国際市場となった。2010年11月、DVDレンタルとは別に、独立したストリーミングサービスの提供を開始した。

2010年、ソニー・ピクチャーズ テレビジョンが制作した『ブレイキング・バッド』の権利を取得した。これはオリジナル放送局であるAMCが番組を打ち切る可能性を示唆した後のことであった。ソニーは、ネットフリックスにシーズン4の開始に間に合うように過去のエピソードを公開するよう促し、その結果、Netflixで過去のエピソードを一気に視聴する新しい視聴者がAMCでの視聴を増加させ、シーズン5の時点で視聴者数は2倍になった。『ブレイキング・バッド』は「Netflix効果」を初めて生み出したと考えられている。

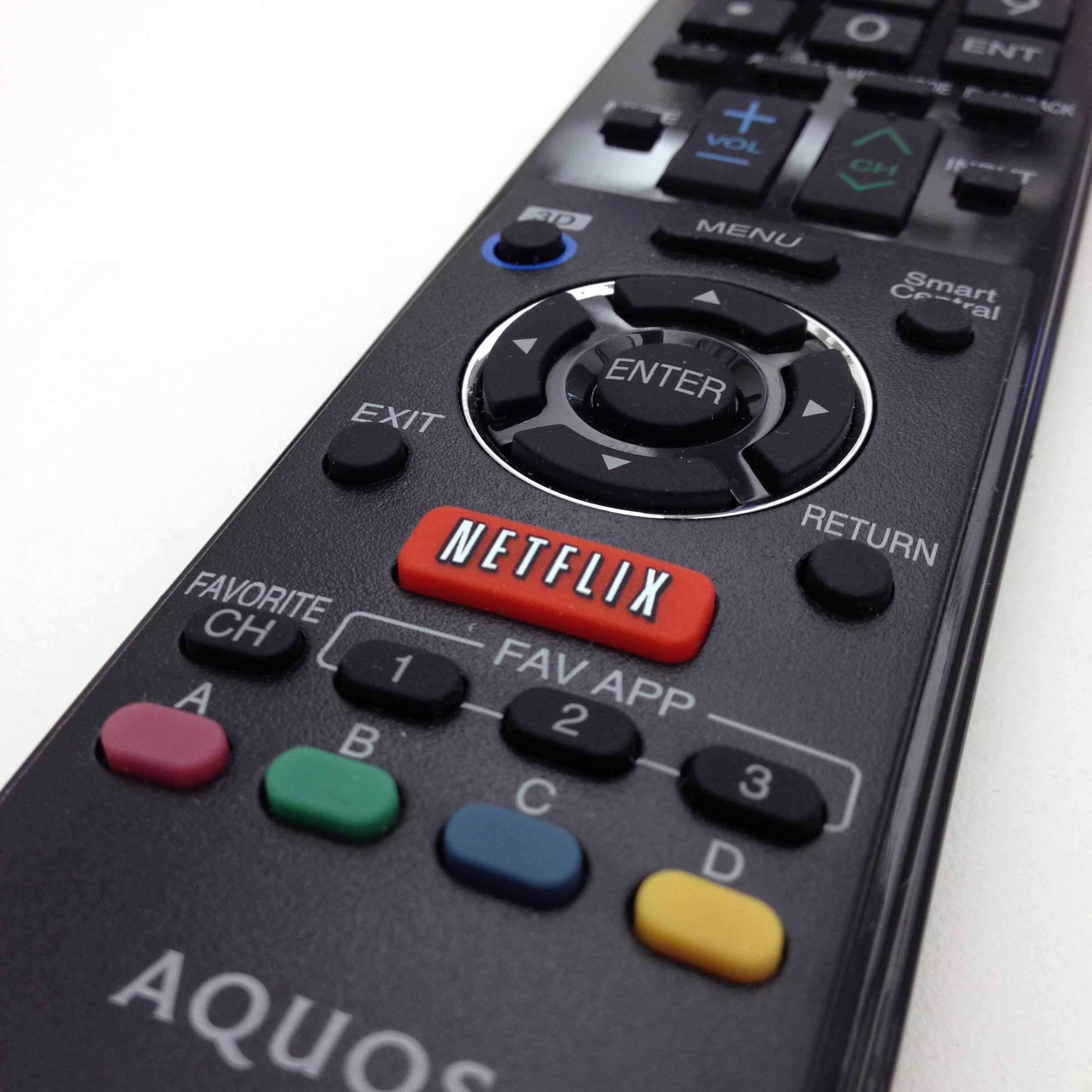
シャープのアクオスのテレビリモコンに搭載されたNetflixボタン

2011年1月、複数のメーカーと契約を結び、Blu-rayプレイヤーなどの対応機器のリモコンにNetflixのブランドボタンを搭載した。2011年5月までに、北米におけるインターネットストリーミングトラフィックの最大の源となり、ピーク時間帯のトラフィックの30％を占めていた。
2011年7月12日、既存のサブスクリプションプランを、ストリーミングとDVDレンタルの2つの独立したプランに分けることを発表した。ストリーミングの料金は月額7.99ドル、DVDレンタルは同じ価格からスタートした。2011年9月11日、ラテンアメリカの43か国に拡大した。2011年9月18日、DVDの宅配レンタルサービスを「Qwikster」という独立した子会社として再編成し、ブランド変更と構造変更を行う意向を発表した。しかし、2011年10月10日、DVDサービスをNetflixの名前で維持し、ストリーミングとDVDレンタルのプランを統一したままにすることを発表した。
2011年9月26日、ドリームワークス・アニメーションとのコンテンツ契約を発表した。
2012年8月23日、Netflixとワインスタイン・カンパニーは、RADiUS-TWC映画のための複数年契約を締結した。2012年9月、EpixはNetflixと5年間のストリーミング契約を締結した。この契約の最初の2年間は、EpixのファーストランとバックカタログコンテンツがNetflixに独占的に提供され、Epixの映画は初上映から90日後にNetflixで視聴可能となった。これには、パラマウント、メトロ・ゴールドウィン・メイヤー、ライオンズゲートの映画が含まれていた。
2011年10月、CWとテレビ番組に関する複数年契約を締結した。2012年1月9日、ヨーロッパへの拡大を開始し、イギリスとアイルランドでサービスを開始した。同年2月、ワインスタイン・カンパニーと複数年契約を結んだ。2012年3月、ドメイン名「DVD.com」を取得した。2016年までに、郵送によるDVDレンタルサービスを「DVD.com, A Netflix Company」として再ブランド化した。2012年4月、連邦選挙委員会に「FLIXPAC」という政治行動委員会を設立するための申請を行った。Netflixの広報担当者であるヨリス・エバースは、目的は「ネット中立性、帯域制限、ユニバーサル・ボード・バンド（UBB）、ビデオプライバシー保護法（VPPA）などの問題に関与すること」とツイートした。6月、オープン・ロード・フィルムズと契約を結んだ。
2012年8月23日、ワインスタイン・カンパニーと、RADiUS-TWC映画に関する複数年の出力契約を結んだ。2012年9月、EpixはNetflixと5年間のストリーミング契約を結んだ。この契約の最初の2年間、Epixの新作およびバックカタログのコンテンツはNetflixに独占的に提供された。Epixの映画は、Epixでのプレミア上映から90日後にNetflixに登場した。これには、パラマウント、メトロ・ゴールドウィン・メイヤー、ライオンズゲートの映画が含まれていた。
2012年10月18日、デンマーク、フィンランド、ノルウェー、スウェーデンでサービスを開始した。同年12月4日には、Netflixとディズニーが米国での放映権に関する独占的な複数年契約を発表し、『ダンボ』『ふしぎの国のアリス』『ポカホンタス』などのディズニーのクラシック作品が即時に視聴可能となり、他の作品も2016年よりNetflixで配信される予定となった。なお、ビデオスルー作品は2013年から提供された。
2013年1月14日、タイム・ワーナー傘下のターナー・ブロードキャスティング・システムおよびワーナー・ブラザース・テレビジョンと契約を結び、2013年3月からカートゥーン ネットワーク、ワーナー・ブラザース・アニメーション、アダルトスイムのコンテンツに加え、TNTの『ダラス』を配信することになった。これらの作品の権利は、バイアコムとの契約が終了してニコロデオンとニック・ジュニアチャンネルの番組が配信終了となった直後に付与された。コストの理由から、2013年の拡大を制限すると発表し、新たに市場に参入するのは同年9月に追加されたオランダのみとした。これにより、40の地域で利用可能となった

### オリジナル番組制作と配信の拡大（2013年 - 2017年）
2011年からオリジナルコンテンツ制作に取り組み始めた。3月には、政治ドラマ『ハウス・オブ・カード 野望の階段』のシリーズ制作をMRCから直接受注し、ケヴィン・スペイシーを主演に、米国のケーブルテレビ局を押さえて権利を獲得した。これは独自にシリーズを制作する初のケースとなった。同年11月には、さらに2つの重要な制作をラインナップに追加した。パイパー・カーマンの回顧録に基づくコメディドラマ『オレンジ・イズ・ニュー・ブラック』と、かつてフォックスで放送され打ち切られていたシットコム『アレステッド・ディベロプメント』の新シーズンである。また、2012年1月25日にノルウェーのNRK1でテレビ放送されたノルウェードラマ『リリハンマー』の米国での権利を取得し、従来のテレビ放送のように週ごとにエピソードを公開するのではなく、同年2月8日にシーズン全話を一挙公開するという新しい配信モデルを採用した。
『ハウス・オブ・カード』は2013年2月1日にNetflixで公開され、初の「Netflixオリジナル」作品として宣伝された。同月には、ドリームワークス・アニメーションと提携し、ドリームワークス作品に基づく子供向けテレビシリーズの制作契約を結び、映画『ターボ』のスピンオフ『ターボ: F.A.S.T.』からシリーズを開始した。『オレンジ・イズ・ニュー・ブラック』は2013年7月に初公開され、これまでで最も視聴されたオリジナルシリーズであり、他のオリジナルシリーズもケーブルテレビや放送テレビの人気番組に匹敵する視聴者を獲得していると発表した。
2013年3月13日、米国内の加入者向けに「友達が見た作品」や「友達のおすすめ」を共有できるFacebook連携機能を追加した。この機能は、1988年のビデオプライバシー保護法が2013年初頭に改正されるまで法的に認められていなかった。さらに、8月1日には、1つのアカウントで最大5つのユーザープロフィールを作成できる「プロフィール」機能を再導入した。
2013年11月、マーベル・テレビジョンとABCスタジオは、マーベル・コミックのキャラクターデアデビル、ジェシカ・ジョーンズ、アイアン・フィスト、ルーク・ケイジを基にした4つのテレビシリーズをネットフリックスが制作する契約を結んだと発表した。各シリーズには13エピソードの制作が予定され、さらにこれらをつなぐミニシリーズ『ディフェンダーズ』もオーダーされた。『デアデビル』と『ジェシカ・ジョーンズ』は2015年に公開され、『ルーク・ケイジ』は2016年9月30日、『アイアン・フィスト』は2017年3月17日、『ザ・ディフェンダーズ』は同年8月18日に公開された。その後、マーベルの親会社であるディズニーは、他のコンテンツ契約も結び、アニメーションシリーズ『スター・ウォーズ/クローン・ウォーズ』とその新たな第6シーズンの権利を取得した。
2014年2月、米国のインターネットサービスプロバイダーとの提携を開始し、頻繁にバッファリングが発生していると苦情があったコムキャストと最初に直接接続契約を結んだ。同年4月、『アレステッド・ディベロプメント』の製作者ミッチェル・ハーウィッツと彼の制作会社ハーウィッツ・カンパニーと複数年契約を結び、独自プロジェクトを制作することになった。5月にはソニー・ピクチャーズ アニメーションと大規模な契約を締結し、ストリーミング権を取得するなど映画制作に合意した。また、新しいフラットなデザインとタイポグラフィのロゴが導入された。
2014年9月、オーストリア、ベルギー、フランス、ドイツ、ルクセンブルク、スイスの6つの欧州市場に進出した。同年9月10日、ネット中立性規制を支持して「インターネットスローダウンデー」に参加し、意図的に速度を遅らせる措置をとった。10月には俳優アダム・サンドラーと彼の制作会社ハッピー・マディソン・プロダクションズとの4作品契約を発表した。
2015年4月、『デアデビル』の公開に合わせて、Netflixのコンテンツ運営部ディレクタートレイシー・ライトは音声解説機能を導入し、他のオリジナルシリーズにも順次追加する計画を発表した。翌年、アメリカ盲人協議会との和解により、オリジナルシリーズの公開から30日以内に解説を追加し、スクリーンリーダー対応および解説付きコンテンツの検索機能を提供することに合意した。
2015年3月、オーストラリアとニュージーランドに進出した。同年9月には、アジアでの最初の市場として日本に進出し、10月にはイタリア、ポルトガル、スペインでもサービスを開始した。2016年1月、コンシューマー・エレクトロニクス・ショーにて、さらに130カ国にサービスを拡大することを発表し、中国、シリア、北朝鮮、コソボ、クリミアを除く全世界で利用可能となった。同年5月、インターネット接続速度を測定するツール「Fast.com」をリリースし、シンプルで使いやすいと評価を得た。また、11月30日にはオフライン再生機能を導入し、AndroidやiOSのアプリで標準画質や高画質のコンテンツをキャッシュしてオフラインで視聴できるようにした。
2016年には126のオリジナルシリーズや映画を制作し、これは他のどのテレビ局やケーブルチャンネルをも上回る数であった。4月には、ロサンゼルスにあるネットフリックス・スタジオを拡大し、作品数を増やす計画を発表し、既存のスタジオの買収は行わない方針を示した。
2017年2月、BMGライツ・マネージメントと音楽出版契約を結び、オリジナルコンテンツに関連する音楽の米国外での権利管理をBMGが担当することになった。同年4月25日には、中国の百度が所有する動画配信プラットフォームiQIYIとライセンス契約を結び、オリジナルコンテンツの一部を中国市場で配信できるようになった。
2017年8月7日、初の企業買収として、コミック作家マーク・ミラーの出版社ミラーワールドを買収した。8月14日には、ションダ・ライムズと彼女の制作会社ションダランドと独占開発契約を締結した。
2017年9月、航空会社向けに低帯域モバイル技術を提供し、機内Wi-Fiを改善して乗客がNetflixを視聴できるサービスを発表した。
2017年9月、カナダの遺産大臣メラニー・ジョリーは、ネットフリックスが今後5年間でカナダ国内のコンテンツ制作に5億カナダドル（4億米ドル）の投資を行うことに合意したと発表、この合意が税制優遇措置を目的としたものではないと否定した。2018年12月までにこの目標を達成した。
2017年10月、2019年までにライブラリの半数をオリジナルコンテンツで構成するという目標を再確認し、2018年には80億米ドルをオリジナルコンテンツに投資する計画を発表した。同月、番組のイントロ部分をスキップできる「スキップイントロ」機能を導入した。これには、手動の確認、音声タグ付け、機械学習などの技術が用いられた。
2017年11月、『オレンジ・イズ・ニュー・ブラック』の製作者であるジェンジ・コーハンと独占的な複数年契約を締結した。ま同年11月、ハーヴェイ・ワインスタインの性的虐待事件を受け、第75回ゴールデングローブ賞でワインスタイン・カンパニーとの共同パーティー開催を取りやめた。

### 国際的製作への進出（2017年 - 2020年）

2016年から使用されているアイコン

2017年11月、初のオリジナルのコロンビアのシリーズを制作すると発表し、エグゼクティブプロデューサーとしてシーロ・ゲラが参加する予定であると明らかにした。2017年12月には、『ストレンジャー・シングス 未知の世界』の監督兼プロデューサーであるショーン・レヴィと彼の制作会社21ラップス・エンターテインメントと4年間の契約を結んだと報じられた。また、2017年には、デイヴ・シャペル、ルイ・C・K、クリス・ロック、ジム・ガフィガン、ビル・バー、ジェリー・サインフェルドの独占のスタンドアップ・コメディスペシャルを配信するために投資を行った。
2018年2月、パラマウント・ピクチャーズから『クローバーフィールド・パラドックス』の権利を5,000万ドルで取得し、2月4日に第52回スーパーボウルの最初の予告編の放映直後に配信を開始した。アナリストたちは、この映画の購入によって、パラマウントが従来の劇場公開よりも迅速に利益を上げることができ、サプライズの発表で注目を集めることができたと考えている。他にネットフリックスが取得した映画には、パラマウントの『アナイアレイション -全滅領域-』の国際配信権や、ユニバーサルの『ニュース・オブ・ザ・ワールド』の国際配信権、ユニバーサルの『エクスティンクション 地球奪還』、ワーナー・ブラザースの『モーグリ:ジャングルの伝説』、パラマウントの『ラブバード』、20世紀スタジオの『ウーマン・イン・ザ・ウィンドウ』などがある。3月には、フォーミュラ1世界選手権のチームを追ったレースドキュメンタリーシリーズ『Formula 1: 栄光のグランプリ』を注文した。
2018年3月、スカイUKは、ネットフリックスのサブスクリプションVODサービスを自社の有料テレビサービスに統合する契約を発表した。ハイエンドのSky Qセットトップボックスとサービスを利用する顧客は、通常のスカイチャンネルと並んでNetflixのタイトルを見ることができるようになる。2022年10月、2021年の英国加入者からの年間収益が14億ポンドであったと明らかにした。
2018年4月、カンヌ国際映画祭から撤退した。これは、コンペティション作品がフランスの劇場で公開されることを求める新ルールへの対応であった。2017年の『オクジャ/okja』のカンヌプレミアは物議を醸し、劇場公開と同時にデジタル配信される映画が映画祭で上映されることの適切性についての議論を引き起こした。観客は上映中にネットフリックスのプロダクション・ロゴにブーイングした。フランスでの限定公開を目指して交渉を試みたが、主催者やフランスの文化例外法により妨げられた。この法律により、劇場で上映された映画は公開から少なくとも36か月間、ビデオ・オン・デマンドサービスでの配信が禁止されている。従来のハリウッド市場だけでなく、BBCなどの提携相手からも作品を提供し、北米以外の視聴者の増加により、非伝統的な外国市場への投資を拡大することを計画した。この時点で、ドイツの『ダーク』、メキシコの『インゴベルナブル』、ブラジルの『3%』などの番組が含まれていた。
2018年5月22日、元大統領バラク・オバマと妻ミシェル・オバマが、新設された制作会社ハイヤー・グラウンド・プロダクションズを通じて、ドキュメンタリーシリーズや映画、特集を制作する契約をネットフリックスと締結した。
2018年6月、テルテイル・ゲームズと提携し、テルテイルのアドベンチャーゲームをストリーミングビデオ形式でサービスに移植し、テレビリモコンを使用した簡単な操作を可能にすることを発表した。最初のゲームである『マインクラフト: ストーリーモード』は2018年11月にリリースされた。2018年7月、初めてネットワーク部門で最多のエミー賞ノミネート数を獲得し、112件の候補に選ばれた。2018年8月27日、同社は国際的なベストセラー作家ハーラン・コーベンと5年間の独占契約を結んだ。同日に『グラビティフォールズ』のクリエイター、アレックス・ハーシュとも包括的な契約を締結した。2018年10月、ニューメキシコ州アルバカーキの8つのサウンドステージを備えた9,100万ドル規模の映画・テレビ制作施設であるアルバカーキ・スタジオ（ABQスタジオ）を3,000万ドル未満で買収し、北米最大の映画スタジオの1つを目指して今後10年間で10億ドル以上を投資することを約束した。2018年11月、パラマウント・ピクチャーズはネットフリックスと複数の映画契約を結び、パラマウントはネットフリックスと契約した最初の主要映画スタジオとなった。『好きだった君へのラブレター』の続編は契約の一環として『好きだった君へ: P.S.まだ大好きです』としてネットフリックスで配信された。2018年12月、1997-98シーズンのシカゴ・ブルズとマイケル・ジョーダンを追ったドキュメンタリー『マイケル・ジョーダン: ラストダンス』をESPNフィルムズと提携して制作することを発表した。このドキュメンタリーは、国際的にはネットフリックスで配信され、アメリカではESPNでの放送後3か月後にストリーミング配信された。
2019年1月、『セックス・エデュケーション』がNetflixオリジナルシリーズとして公開され、多くの批評家から高評価を受けた。2019年1月22日、アメリカ映画協会（MPAA）への加盟を申請し、承認を受けた。これにより、ストリーミングサービスとして初の会員となった。2019年2月、『ザ・ホーンティング・オブ・ヒルハウス』の制作者マイク・フラナガンとたびたびコラボレートしているトレヴァー・メイシーは、インテレピッド・ピクチャーズの提携を組み、ネットフリックスと独占的な包括契約を締結した。2019年5月9日、ダークホース・エンターテインメントと契約し、ダークホース・コミックスの漫画を基にしたテレビシリーズや映画を製作することを発表した。2019年7月、パインウッド・グループと契約し、シェパートン・スタジオにハブを開設することを発表した。2019年8月初旬、『ゲーム・オブ・スローンズ』の制作者兼ショーランナーであるデイヴィッド・ベニオフとD・B・ワイスと、複数年にわたる独占映画およびテレビ契約を交渉した。ベニオフとワイスによって制作される最初のネットフリックス作品は、劉慈欣のSF小説『地球往事』三部作の一作『三体』の映画化が予定されていた。2019年9月30日、『ストレンジャー・シングス 未知の世界』の第4シーズンの更新に加え、ダファー兄弟と将来の映画およびテレビプロジェクトに関する包括契約を締結した。
2019年11月13日、ニコロデオンと、ニコロデオンのキャラクターライブラリを基にしたオリジナルのアニメーション映画およびテレビシリーズを複数製作するための複数年契約を結んだ。この契約は、『インベーダー・ジム』や『ロッコのモダンライフ』といった過去のニコロデオンシリーズを基にした新しいスペシャル版（『インベーダー・ジム: フローパス計画』と『ロッコーのモダンライフ 〜ハイテクな21世紀〜』）を配信するなど、既存の関係を拡大するものだった。この協力の下で計画されているその他の新プロジェクトには、『スポンジ・ボブ』のキャラクターであるイカルド・テンタクルズを主役とした音楽プロジェクトや、『ラウド・ハウス』や『ライズ・オブ・ティーンエイジ・ミュータント・ニンジャ・タートルズ』を基にした映画が含まれている。2019年、ディズニーとの契約が終了し、2022年にはマーベル作品がDisney+で独占配信されることとなった。

2019年11月、マンハッタンで最後のシングルスクリーン映画館であるパリス劇場を救うため、長期リース契約を結んだことを発表した。この劇場で新しい座席や売店の導入など、いくつかの改修を監督した。

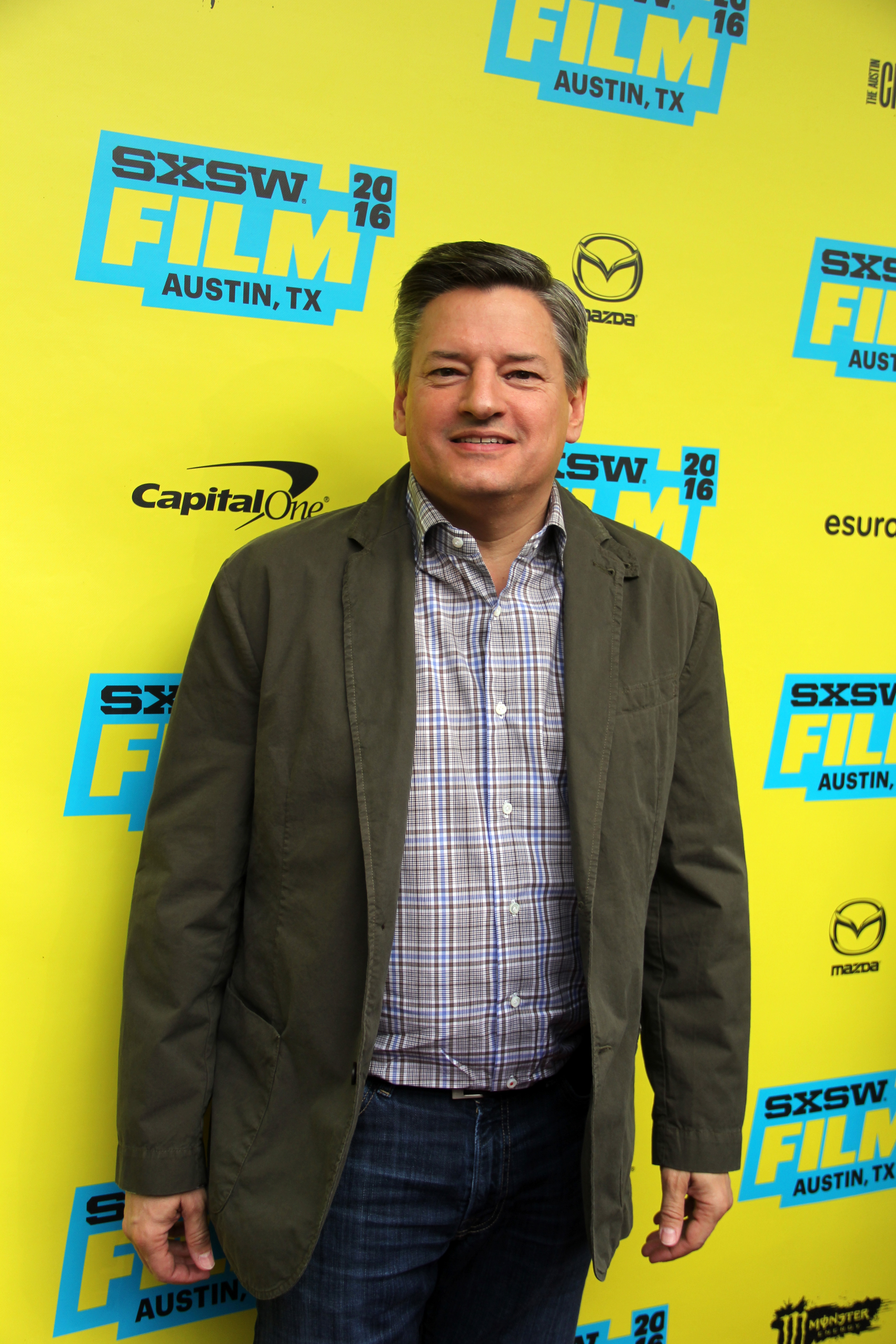
2020年に共同CEOに任命されたテッド・サランドス。

2020年1月、アダム・サンドラーとの4本の映画契約を発表し、その契約は最大で2億7500万ドルに及ぶ。2020年2月25日、日本のクリエイター6名とのパートナーシップし、オリジナルの日本アニメプロジェクトを制作することを発表した。このパートナーシップには、漫画家グループCLAMP、漫画家の樹崎聖、漫画家の大塚康生、小説家・映画監督の乙一、小説家の冲方丁、漫画家のヤマザキマリが含まれる。2020年3月4日、バイアコムCBSは『スポンジ・ボブ』を基にした2本のスピンオフ映画をNetflix向けに製作すると発表した。2020年4月7日、ピーター・チャーニンのチャーニン・エンターテインメントと複数年のファーストルック契約を結び、映画を製作することとなった。2020年5月29日、アメリカン・シネマテークからグローマンズ・エジプシャン・シアターを買収し、特別イベントの会場として利用することを発表した。2020年7月、サランドスを共同CEOに任命した。2020年7月、『ブラック・ミラー』の製作者チャーリー・ブルーカーとアナベル・ジョーンズの新しい制作会社ブローク・アンド・ボーンズに出資した。

### ゲームへの進出、DVDの終了（2021年 - 現在）
2021年3月、最も多くの36のアカデミー賞ノミネートを獲得し、最も多くの7つのアカデミー賞を受賞した。同年後半には、他のどのネットワークやスタジオよりも多くの44のエミー賞を受賞し、1974年にCBSが記録した年間最多受賞数と並んだ。2021年4月8日、ソニー・ピクチャーズ エンタテインメントは、ネットフリックスが2022年からアメリカでのペイテレビ放映権を保有する契約を発表し、Starzに代わってその役割を引き継ぎ、既存のソニー・ピクチャーズ アニメーションとの契約を拡大することとなった。この契約には、今後製作されるソニー・ピクチャーズによるストリーミング向けの映画に対するファーストルック契約も含まれている。2021年4月27日、カナダ初の本社をトロントに開設することを発表した。また、スウェーデン、ローマ、イスタンブールにもオフィスを開設し、これらの地域でのオリジナルコンテンツの増加を目指している。
6月初旬、「Geeked Week」という初の1週間にわたるバーチャルイベントを開催し、『ウィッチャー』や『ザ・カップヘッド・ショウ!』、『サンドマン』といったジャンル作品の最新情報、新しい予告編、キャスト出演などを公開した。
2021年7月、エレクトロニック・アーツやFacebookの元幹部であるマイク・バードゥをゲーム開発担当副社長として迎え、2022年までにコンピュータゲームを追加する計画を発表した。モバイルゲームを配信し、これをサービスのサブスクリプションプランに含める予定だと発表した。トライアルオファーは2021年8月にポーランドのNetflixユーザー向けに初めて開始され、Netflixのモバイルアプリを通じて『ストレンジャー・シングス 未知の世界』を基にした、『ストレンジャー・シングス3: ザ・ゲーム』を含む、モバイルゲームが無料で提供された。
また9月には、2022年にロサンゼルス、シカゴ、モントリオール、ワシントンD.C.で「クイーンズ・ボール: ブリジャートン・エクスペリエンス」を開始することを発表した。
2021年9月20日、アビバ・インベスターズと長期リース契約を結び、イギリス・サリーのロングクロス・スタジオを運営・拡張することを発表した。2021年9月21日、ロアルド・ダール・ストーリー・カンパニーを買収することを発表し、これにはロアルド・ダールの物語やキャラクターの権利管理が含まれているが、買収金額は非公開とされた。会社は引き続き独立した会社として運営される予定である。9月28日、独立ビデオゲーム開発会社であるナイト・スクール・スタジオを買収した。2021年11月2日、Androidユーザー向けにモバイルゲームを正式に開始した。アプリを通じて、加入者は『ストレンジャー・シングス』の既存の2作品を含む5つのゲームに無料でアクセスできる。このサービスには、今後さらに多くのゲームが追加される予定である。11月9日には、iOS向けにもゲームコレクションが開始された。一部のゲームはプレイするためにインターネット接続が必要だが、他のゲームはオフラインで利用可能となっている。Netflixキッズのアカウントでは、ゲームは利用できない。
2021年10月13日、「Netflixブッククラブ」を開始することを発表した。このクラブでは、新しい本や映画、シリーズの適応作品について紹介し、各本の適応プロセスへの独占アクセスを提供する。スターバックスと提携し、「But Have You Read the Book?」というソーシャルシリーズを通じてブッククラブを実現する予定である。ウゾ・アドゥバがシリーズの初代ホストを務め、Netflixでの適応が予定されている月ごとの本のセレクションを発表する。アドゥバは、スターバックスでのコーヒーを楽しみながら、本の適応プロセスについてキャストやクリエイター、著者と話をする予定である。2021年10月まで、番組の視聴データを、放送開始後の一定期間（たとえば初回放送から28日間）で少なくとも2分間視聴した視聴者または家庭数に基づいて報告していた。同年10月の四半期決算発表で、視聴データを視聴時間の総数に変更することを発表し、リニア放送テレビで使用される測定方法に近づけることで、「メンバーや業界がストリーミングの成功をより適切に測定できるようにする」と述べた。2021年11月16日、新しい視聴データに基づいた人気作品の週ごとのグローバルおよび各国のランキングを公開する「Top10 on Netflix.com」を発表した。
2021年11月22日、『カウボーイビバップ』や『ストレンジャー・シングス 未知の世界』の視覚効果とアニメーションを手がけた視覚効果会社スキャンラインVFXを買収することを発表した。同日に、ロベルト・パティーノはネットフリックスと契約を結び、自身の製作バナーアナログ・インクをネットフリックスとの提携で設立した。パティーノの最初のプロジェクトは、イメージ・コミックの『ノクターラ』のシリーズ適応である。2021年12月6日、ステージ32と提携し、グローバル市場向けコンテンツ制作プログラムのワークショップを開始した。12月7日、女性が主導する非営利団体であるイルミネイティブと提携し、先住民プロデューサー育成プログラムを開始することを発表した。
2021年12月9日、「Tudum」という公式ウェブサイトを立ち上げることを発表した。このサイトでは、オリジナルのテレビ番組や映画に関するニュース、独占インタビュー、舞台裏映像などを提供する。12月13日、カリンダ・ヴァスケスと複数年にわたる包括的な契約を締結した。12月16日には、スパイク・リーと彼の制作会社である40エイカーズ・アンド・ア・ミュール・フィルムワークスと、映画とテレビプロジェクトの開発のための複数年にわたるクリエイティブ・パートナーシップを締結した。同月、ネットフリックス元エンジニアのソン・モ・ジュンがインサイダー取引の疑いで懲役2年の刑を受けた。この事件では、彼が公式発表前に加入者数を漏らしていたとされる。
EUの視聴覚メディアサービス指令とそのフランスでの実施に従い、フランスの放送当局および映画組合と、フランスのオリジナル映画やシリーズに年間収益の特定の割合を投資することを約束した。これらの映画は劇場で公開され、公開から15ヶ月間はNetflixで配信できない。
ゲームへの拡大の一環として、2022年3月に6500万ユーロでNext Gamesを買収する計画を発表した。Next Gamesは、モバイルタイトル『ストレンジャー・シングス: パズル・テイルズ』や『ウォーキング・デッド』を基にした2つのモバイルゲームを開発していた。同月には、テキサス州のモバイルゲーム開発会社であるボス・ファイト・エンターテインメントも買収した。
2022年のロシアによるウクライナ侵攻を受けて、ロシアでの事業および将来のプロジェクトを停止した。また、ロシアのロスコムナゾールが提案した、加入者が10万人以上のすべてのインターネットストリーミングサービスに主要な無料チャンネル（主に国営）を統合するよう求める指令に従わないことも発表した。その1ヶ月後、元ロシアの加入者がNetflixに対して集団訴訟を起こした。
2022年第1四半期末、前年度末と比べて約20万人の視聴者減少を発表した。、世界で1億世帯が他の人とアカウントのパスワードを共有しており、そのうち3,000万世帯がカナダとアメリカに集中しているとした。これらの発表を受けて、株価は35%下落した。2022年6月までに、予想外の低迷した加入者成長を受けてコスト削減計画の一環として450人の正社員と契約社員を解雇した。解雇は全社的に約2%に相当し、グローバルに展開された。
2022年4月28日、初の「Netflix Is a Joke」コメディフェスティバルを開催し、ロサンゼルスの30以上の場所で12夜にわたって250以上のショーを実施した。ドジャー・スタジアムでの初のスタンドアップショーも含まれていた。
2022年7月19日、オーストラリアのアニメーションスタジオであるアニマル・ロジックを買収する計画を発表した。2022年9月5日には、ポーランド・ワルシャワにオフィスを開設し、中央および東ヨーロッパの28市場での運営を担当することになった。2022年10月4日、アンドレア・バーロフとジョン・ゲイティンズとのクリエイティブ・パートナーシップ契約を締結した。10月11日には、英国での視聴者数の外部測定を行うため、BARBに加入にした。10月12日、ニュージャージー州イートンタウンのフォート・モンマスに製作コンプレックスを建設する契約を結んだ。10月18日には、クラウドゲームの提供を検討し、南カリフォルニアに新しいゲームスタジオを開設した。2023年1月10日、ワルシャワのオフィスにエンジニアリングハブを開設する計画を発表した。このハブは、ネットフリックスのクリエイティブパートナーに映画やシリーズ制作におけるソフトウェアソリューションを提供することを目的としている。
2023年4月18日、9月29日にDVD郵送サービスを終了することを発表した。2023年6月、視聴データの測定方法を再度見直し、番組の視聴数を公開後の最初の91日間で測定し、視聴時間を番組自体の総時間で割った数値に基づいて評価するようにした。これにより、短編番組や映画に対しても長編番組と同等の考慮がなされるようになった。
2023年8月、「Netflix Stories」を発表した。これは、『ラブ・イズ・ブラインド ~外見なんて関係ない?!~』や『ペーパー・ハウス』、『ヴァージンリバー』などのNetflixシリーズや映画を基にしたインタラクティブなナラティブゲームのコレクションである。9月29日、予定通りDVD郵送サービスを終了し、サービスの利用者は受け取ったDVDを所有することができた。サービス開始以来、合計50億枚以上のDVDが発送された。
2023年10月、ユニス・キムが最高製品責任者に、エリザベス・ストーンが最高技術責任者に昇進した。同月、スカイダンス・メディアと複数年にわたる契約を結び、アニメーション映画の開発・製作を進めることになった。この契約により、スカイダンスはAppleとのパートナーシップを終了し、ネットフリックスとの提携を開始した。契約下で最初に公開される予定の作品は、2024年公開の『エリアンと魔法の絆』である。また、既存のスカイダンス・アニメーション作品である『レイ・ガン』（Ray Gunn）や『プークー』（Pookoo）の配信も引き継ぐ予定である。
2024年11月、パリとアムステルダムのオフィスが、フランスおよびオランダ当局によって税務詐欺に関する調査の一環として捜索された。さらに、同社は2019年、2020年、2021年の税務申告に関しても調査を受けている。

## 企業活動

### 過去の財務状況と会員数の伸び
| 地域                       | シェア |
| -------------------------- | ------ |
| アメリカ合衆国             | 40.9%  |
| ヨーロッパ、中東、アフリカ | 31.3 % |
| ラテンアメリカ             | 13.2 % |
| アジア太平洋               | 11.2 % |
| カナダ                     | 3.4 %  |

| 2005  | 682    |        | 2.5   |
| 2006  | 997    | 4.0    |       |
| 2007  | 1,205  | 7.3    |       |
| 2008  | 1,365  | 9.4    |       |
| 2009  | 1,670  | 11.9   |       |
| 2010  | 2,163  | 2,180  | 18.3  |
| 2011  | 3,205  | 2,348  | 21.6  |
| 2012  | 3,609  | 2,045  | 30.4  |
| 2013  | 4,375  | 2,022  | 41.4  |
| 2014  | 5,505  | 2,450  | 54.5  |
| 2015  | 6,780  | 3,700  | 70.8  |
| 2016  | 8,831  | 4,700  | 89.1  |
| 2017  | 11,693 | 5,500  | 117.5 |
| 2018  | 15,794 | 7,100  | 139.3 |
| 2019  | 20,156 | 8,600  | 167.1 |
| 2020  | 24,996 | 9,400  | 203.7 |
| 2021  | 29,697 | 11,300 | 221.8 |
| 2022  | 31,615 | 12,800 | 231.0 |
| 2023  | 33,723 | 13,000 | 260.0 |
| 2024  | 39,000 | 14,000 | 301.6 |
| 出典: |        |        |       |

- Netflix：世界の有料会員数 Statista
- Netflix：世界の有料会員数 Statista（日本語版）

※2024年4月、2025年からは加入者数の定期的な報告を停止することを発表している。

### 所有構造
2023年12月時点での主要株主トップ10は以下の通りである：
- バンガード・グループ（8.42%）
- ブラックロック（7.14%）
- フィデリティ投信（5.07%）
- ステート・ストリート（3.87%）
- ティー・ロウ・プライス（2.73%）
- キャピタル・ワールド・インベスターズ（2.71%）
- JPモルガン・チェース（2.15%）
- キャピタル・インターナショナル・インベスターズ（2.05%）
- ジオード・キャピタル・マネジメント（1.99%）
- キャピタル・リサーチ・グローバル・インベスターズ（1.58%）

### 企業文化

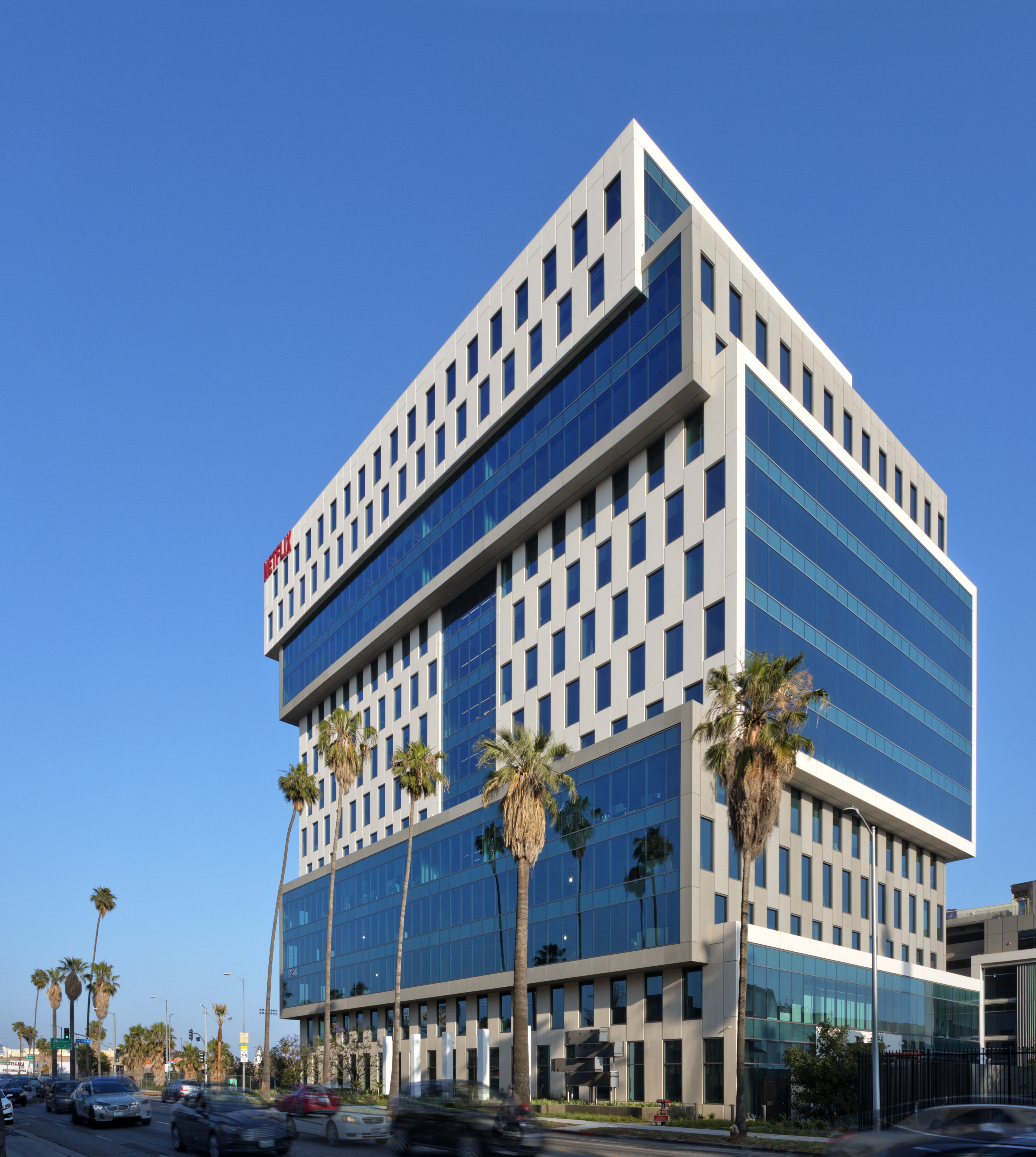
サンセット大通りのロサンゼルス・オフィス

ネットフリックスの本社は、2006年から2022年までカリフォルニア州ロスガトスにあり、2022年以降も同地域に新しい本社を設置している。また、ロサンゼルスのサンセット・ブルバードにもオフィスを構えている。
従業員に対して、ビジネス上の意思決定、経費、休暇に関して非常に広範な裁量を与える一方で、一貫して高いパフォーマンスを求めている。この姿勢は「キーパーテスト」として知られる評価基準に基づいている。管理職は常に「この従業員を残すために戦う価値があるか」と自問することを求められる。この問いに「ノー」と答える場合、その従業員は解雇されるタイミングと見なされる。社内資料のスライドには、「十分なパフォーマンスには寛大な退職金が与えられる」と、要約されている。報道によれば、退職金の額は米国では4か月分の給与、オランダでは最大6か月分に及ぶという。正社員に無制限の休暇を提供し、給与の一部をストックオプションとして受け取ることも可能である。
このような厳格な基準のもとに形成される文化について、創業者リード・ヘイスティングスは「ネットフリックスでは毎年自分の仕事を勝ち取る必要がある」と述べており、「間違いなく厳しい場所であり、誰にでも向いているわけではない」と語っている。また、ヘイスティングスはこの文化をプロスポーツに例えている。「プロのアスリートは長期的な雇用保障がなく、怪我をすればその場でキャリアが終わる可能性がある。しかし、そのリスクを忘れ、現在の仲間と最高のプレーをすることに集中することを学ぶ」と語っている。

### 環境への影響
国際エネルギー機関（IEA）の調査によれば、2019年にネットフリックスで30分の番組をストリーミング視聴した場合、約0.018kgの二酸化炭素が排出されたという。
2021年3月、2022年末までに温室効果ガス排出量をネットゼロにする目標を発表した。同時に、生態系の保全や回復に向けたプログラムへの投資も行うとしている。2030年までに運営および電力使用に関連する排出量を45%削減する計画を立てている。なお、2020年には新型コロナウイルスのパンデミックの影響でコンテンツ製作が停滞し、排出量が14%減少している。